# روبونغي هيلز

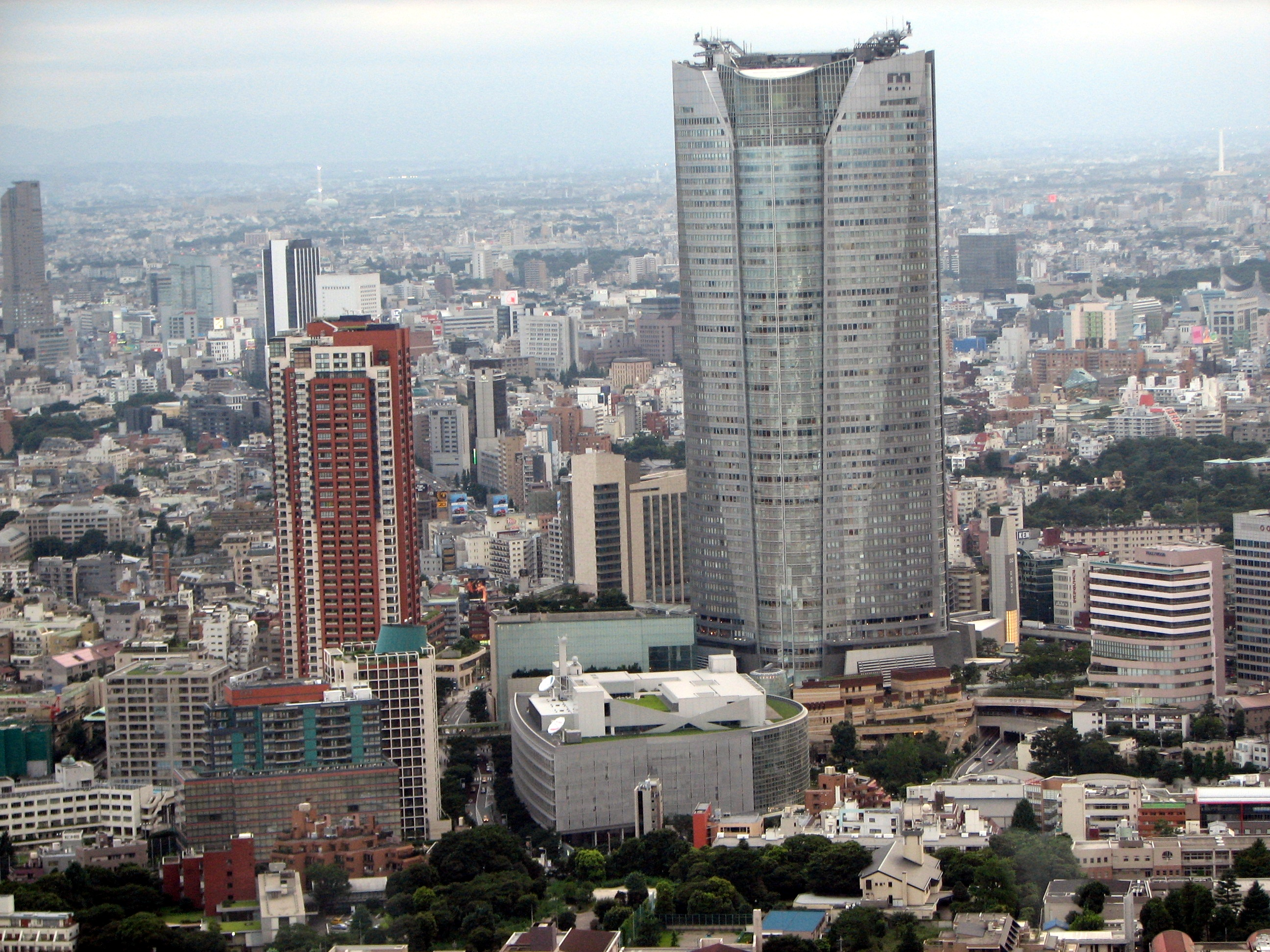
صورة لروبونغي هيلز مأخوذة من برج طوكيو.

روبونغي هيلز (باليابانية: 六本木ヒルズ) هو أحد مراكز التجمع المدني في طوكيو وأحد أكبر ناطحات السحاب التي تعتبر من التجمعات المتكاملة في اليابان يقع في روبونغي، في حي ميناتو، طوكيو.
بني المبنى من قبل شركة مينورو موري كتجمع ضخم للمكاتب ودور السكن والمطاعم ومحال التسوق ودور عرض السينما والفنادق والمتاحف واستديوهات التصوير وحدائق خارجية. يبلغ ارتفاع البناء 54 طابقا وتم إنجازه في عام 2003 ويمتد على مساحة 724 ألف متر مربع.

## وصلات خارجية
- الموقع الرسمي لمبنى روبونغي هيلز